# Фільмографія Тома Круза

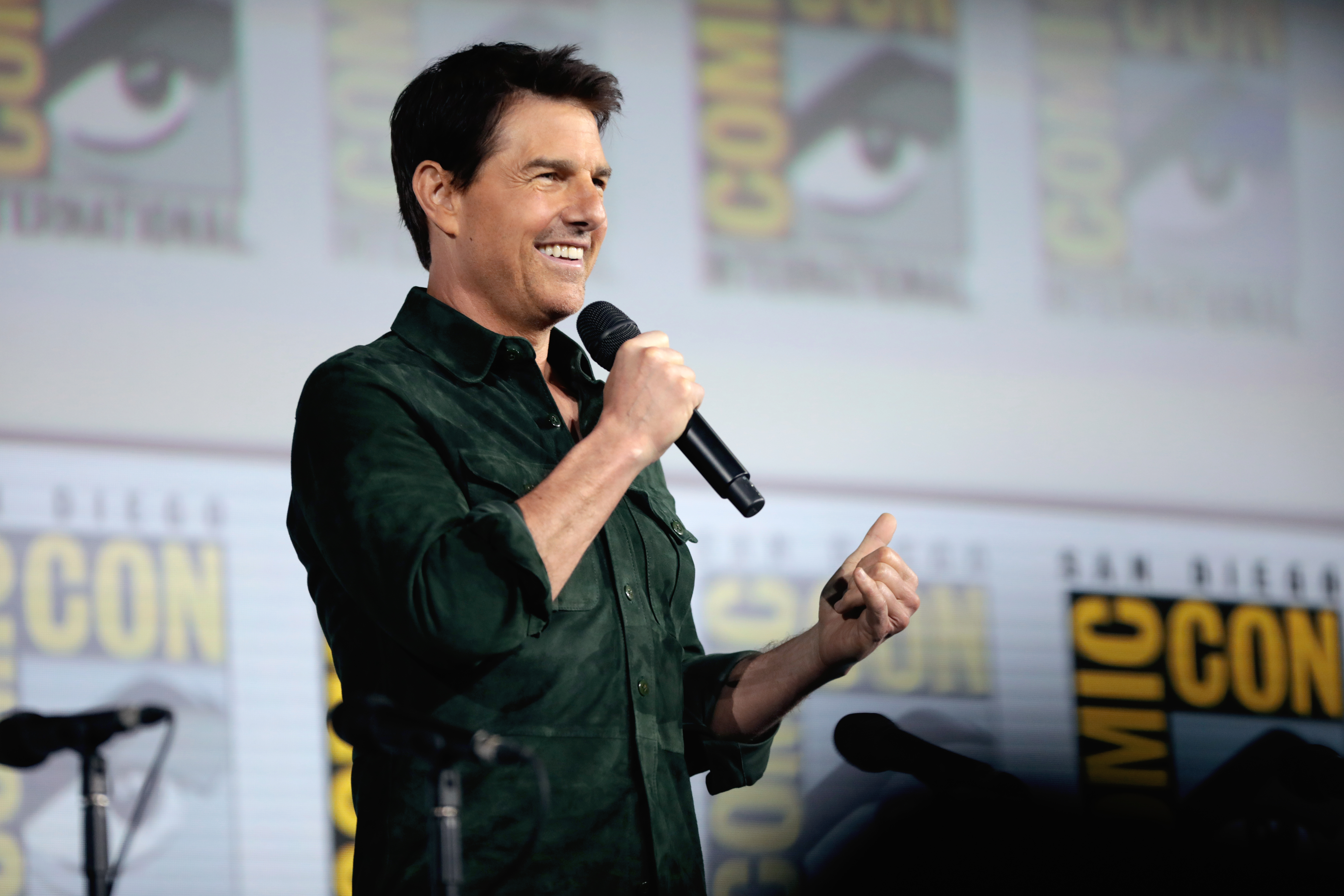
Том Круз презентує трейлер фільму «Топ Ґан: Меверік» на фестивалі San Diego Comic-Con International (2019)

Том Круз — американський актор і продюсер, який дебютував у кіно в ролі другого плану в романтичній драмі 1981 року «Нескінченне кохання». Через два роки він зробив прорив, знявшись у молодіжній комедії «Ризикований бізнес» (1983), яка принесла йому першу номінацію на премію «Золотий глобус» за найкращу чоловічу роль у мюзиклі або комедії. У 1986 році Круз зіграв морського льотчика Піта «Меверіка» Мітчелла в бойовику Тоні Скотта «Найкращий стрілець», який став найкасовішим фільмом року, а також знявся з Полом Ньюманом у драмі Мартіна Скорсезе «Колір грошей». Через два роки він знявся з Дастіном Гоффманом у драмі «Людина дощу», яка отримала премію «Оскар» за найкращий фільм (1988), а також з'явився в романтичній драмі «Коктейль». Наступною його роллю стала роль антивоєнного активіста Рона Ковіка в екранізації однойменних мемуарів Ковіка «Народжений четвертого липня» (1989), за яку він отримав премію «Золотий глобус» за найкращу чоловічу роль у драматичному фільмі. Рік по тому Круз знявся у картині Тоні Скотта «Дні грому», де він познайомився зі своєю майбутньою жінкою Ніколь Кідман.

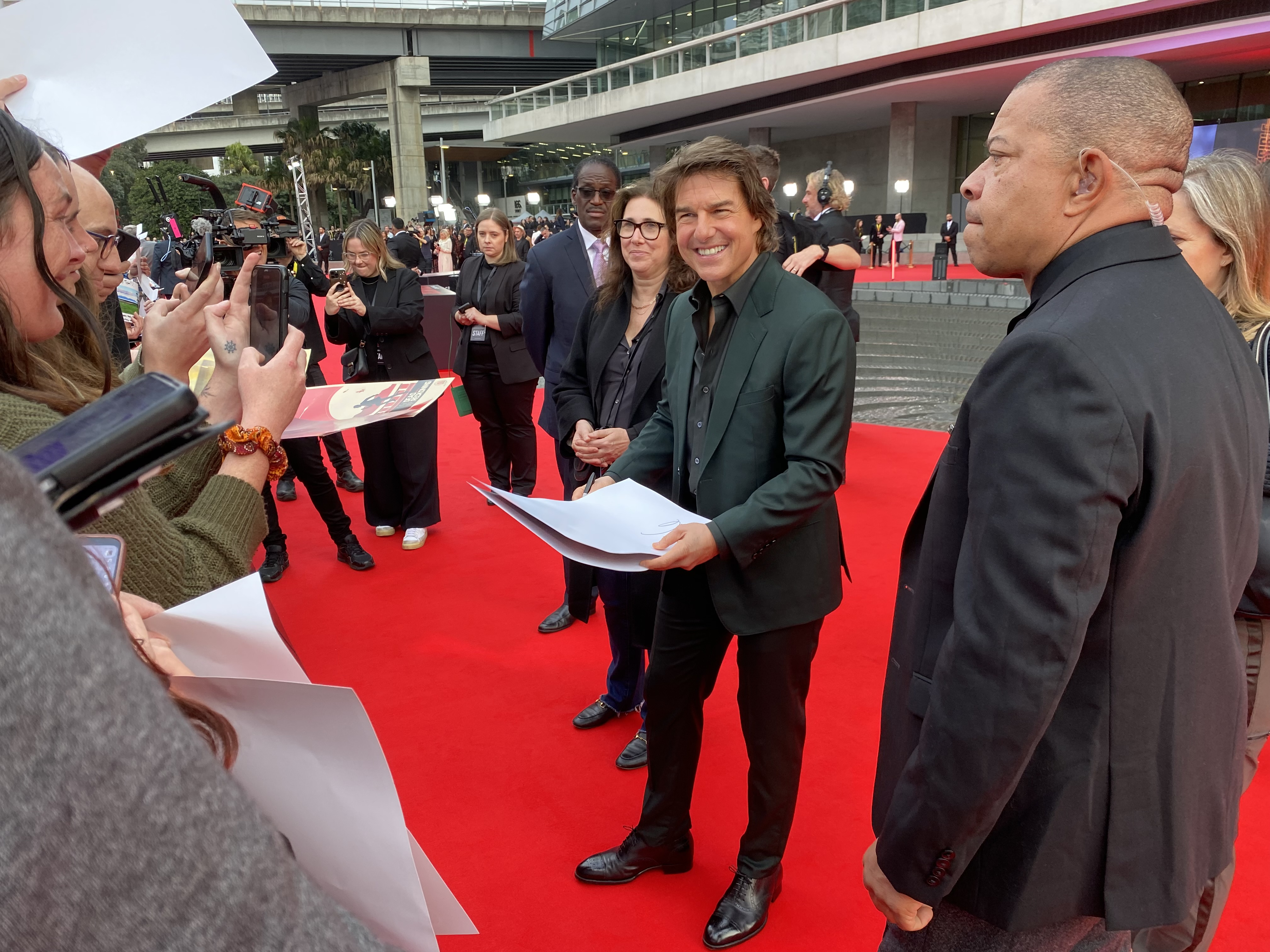
Том Круз на прем'єрі фільму «Місія неможлива: Розплата. Частина перша» в Сіднеї (2023)

У 1992 році Том Круз знявся разом із Джеком Ніколсоном у юридичній драмі «Декілька хороших хлопців», адаптації однойменної бродвейської п'єси, яку теж написав Аарон Соркін. Далі Круз з'явився у «Фірмі» (1993), екранізації однойменного юридичного трилера Джона Грішема, і того ж року дебютував як режисер, знявши епізод телесеріалу-антології «Занепалі ангели».
У 1996 році Круз зіграв агента Ітана Ганта у шпигунському бойовику «Місія нездійсненна», першому проєкті його продюсерської компанії Cruise/Wagner Productions, яку він заснував разом із Полою Вагнер у 1993 році. Цей фільм поклав початок однойменній серії фільмів, яка вважається одною з найкращих екшн-франшиз світу та станом на кінець 2023 року займає сімнадцяте місце у списку найкасовіших франшиз. Станом на 2024 рік вийшло ще шість фільмів цієї серії: «Місія нездійсненна 2» (2000), «Місія нездійсненна 3» (2006), «Місія неможлива: Протокол Фантом» (2011), «Місія неможлива: Нація ізгоїв» (2015), «Місія неможлива: Фолаут» (2018) і «Місія неможлива: Розплата. Частина перша» (2023). Сьома частина перша з усіх отримала номінації на «Оскар» за найкращій звук та найкращі візуальні ефекти. Зараз ведеться робота над восьмою частиною, її прем'єра запланована на 23 травня 2025 року. Як і в багатьох інших своїх фільмах, у всіх «Місіях» Том Круз виконував трюки самостійно.
У 1996 році Том Круз зіграв головну роль у комедійній драмі «Джеррі Магуайер», яка принесла йому премію «Золотий глобус» за найкращу чоловічу роль в мюзиклі або комедії. Три роки по тому він знявся у психологічній драмі Стенлі Кубрика «Із широко заплющеними очима» разом зі своєю дружиною Ніколь Кідман, але невдовзі після цього вони розлучилися. Того ж року Круз з'явився в драмі Пола Томаса Андерсона «Магнолія», за яку отримав премію «Золотий глобус» за кращу чоловічу роль другого плану в кінофільмі та номінацію на премію «Оскар» за кращу чоловічу роль другого плану. У 2001 році Круз отримав премію «Сатурн» за найкращу чоловічу роль у науково-фантастичному трилері «Ванільне небо». Потім він знявся у фільмах Стівена Спілберга «Особлива думка» (2002) і «Війна світів» (2005). Останній приніс Крузу премію «Британія» імені Стенлі Кубрика за видатні досягнення в кіно від BAFTA в Лос-Анджелесі. Через три роки Круз з'явився в сатиричному бойовику «Грім у тропіках» і зіграв офіцера німецької армії Клауса фон Штауффенберга в історичному трилері «Операція „Валькірія“». У наступні роки Том Круз знявся у бойовиках «Лицар дня» (2010), «Джек Річер» (2012), «Джек Річер: Не відступай» (2016) і «Баррі Сіл: Король контрабанди» (2017), а також зіграв у науково-фантастичних фільмах «Світ забуття» (2013) та «На межі майбутнього» (2014).
У 2022 році вийшов фільм «Топ Ґан: Меверік», який є сиквелом «Найкращого стрільця». Том Круз не тільки зіграв головну роль, а і був одним з продюсерів фільму. Оскільки зйомки відбувались на справжніх літаках F/A-18, Круз створив для акторів тримісячний тренувальний табір, щоб вони могли звикнути до великих перевантажень та навчилися керувати знімальним обладнанням, яке було вмонтовано прямо у літаки. «Топ Ґан: Меверік» отримав дуже позитивні відгуки. Рейтинг на Rotten Tomatoes складає 96 %, оцінка від глядачів — 99 %. Також фільм отримав рідкісну оцінку «A+» від CinemaScore. «Топ Ґан: Меверік» зібрав у прокаті понад 1,4 мільярда доларів і став найкасовішим фільмом Круза.

## Фільмографія

### Актор
| Рік  |     | Українська назва                         | Оригінальна назва                                  | Роль                             | Пос.   |
| ---- | --- | ---------------------------------------- | -------------------------------------------------- | -------------------------------- | ------ |
| 1981 | ф   | Нескінченне кохання                      | Endless Love                                       | Біллі                            | [ 36 ] |
| 1981 | ф   | Відбій                                   | Taps                                               | Девід Шон                        | [ 37 ] |
| 1982 | ф   | Втрачаючи це                             | Losin' It                                          | Вуді                             | [ 38 ] |
| 1983 | ф   | Ізгої                                    | The Outsiders                                      | Стіві Рендл                      | [ 39 ] |
| 1983 | ф   | Ризикований бізнес                       | Risky Business                                     | Джоел                            | [ 40 ] |
| 1983 | ф   | Тільки вірні ходи                        | All the Right Moves                                | Стефен Джорджевич                | [ 41 ] |
| 1985 | ф   | Легенда                                  | Legend                                             | Джек                             | [ 42 ] |
| 1986 | ф   | Найкращий стрілець                       | Top Gun                                            | Меверік                          | [ 43 ] |
| 1986 | ф   | Колір грошей                             | The Color of Money                                 | Вінсент Лорія                    | [ 44 ] |
| 1988 | ф   | Коктейль                                 | Cocktail                                           | Браян Фленеган                   | [ 45 ] |
| 1988 | ф   | Людина дощу                              | Rain Man                                           | Чарлі Беббіт                     | [ 46 ] |
| 1989 | ф   | Народжений четвертого липня              | Born on the Fourth of July                         | Рон Ковік                        | [ 47 ] |
| 1990 | ф   | Дні грому                                | Days of Thunder                                    | Коул Трікл                       | [ 8 ]  |
| 1992 | ф   | Далека країна                            | Far and Away                                       | Джозеф Доннеллі                  | [ 48 ] |
| 1992 | ф   | Декілька хороших хлопців                 | A Few Good Men                                     | лейтенант Деніел Кеффі           | [ 49 ] |
| 1993 | ф   | Фірма                                    | The Firm                                           | Мітч Макдір                      | [ 50 ] |
| 1994 | ф   | Інтерв'ю з вампіром                      | Interview with the Vampire: The Vampire Chronicles | Лестат де Ліонкур                | [ 51 ] |
| 1996 | ф   | Місія нездійсненна                       | Mission: Impossible                                | Ітан Гант                        | [ 52 ] |
| 1996 | ф   | Джеррі Магуайер                          | Jerry Maguire                                      | Джеррі Магуайер                  | [ 53 ] |
| 1999 | ф   | Із широко заплющеними очима              | Eyes Wide Shut                                     | Вільям Гарфорд                   | [ 24 ] |
| 1999 | ф   | Магнолія                                 | Magnolia                                           | Френк Маккі                      | [ 54 ] |
| 2000 | ф   | Місія нездійсненна 2                     | Mission: Impossible 2                              | Ітан Гант                        | [ 55 ] |
| 2001 | док | Стенлі Кубрик: Життя в кіно              | Stanley Kubrick: A Life in Pictures                | у ролі самого себе, оповідач     | [ 56 ] |
| 2001 | ф   | Ванільне небо                            | Vanilla Sky                                        | Девід Еймс                       | [ 57 ] |
| 2002 | ф   | Особлива думка                           | The Minority Report                                | капітан Джон Андертон            | [ 58 ] |
| 2002 | док | Космічна станція 3D                      | Space Station 3D                                   | оповідач                         |        |
| 2002 | ф   | Остін Паверс: Ґолдмембер                 | Austin Powers in Goldmember                        | камео                            | [ 59 ] |
| 2003 | ф   | Останній самурай                         | The Last Samurai                                   | Натан Елґрен                     | [ 60 ] |
| 2004 | ф   | Співучасник                              | Collateral                                         | Вінсент                          | [ 61 ] |
| 2005 | ф   | Війна світів                             | War of the Worlds                                  | Рей Фер'єр                       | [ 62 ] |
| 2006 | ф   | Місія нездійсненна 3                     | Mission: Impossible 3                              | Ітан Гант                        | [ 63 ] |
| 2007 | ф   | Леви для ягнят                           | Lions for Lambs                                    | сенатор Джаспер Ірвінг           | [ 64 ] |
| 2008 | ф   | Грім у тропіках                          | Tropic Thunder                                     | Лес Гроссман                     | [ 65 ] |
| 2008 | ф   | Операція «Валькірія»                     | Valkyrie                                           | полковник Клаус фон Штауффенберг | [ 66 ] |
| 2010 | ф   | Лицар дня                                | Knight & Day                                       | Рой Міллер                       | [ 67 ] |
| 2011 | ф   | Місія неможлива: Протокол «Фантом»       | Mission: Impossible — Ghost Protocol               | Ітан Гант                        | [ 68 ] |
| 2012 | ф   | Рок на віки                              | Rock of Ages                                       | Стейсі Джекс                     | [ 69 ] |
| 2012 | ф   | Джек Річер                               | Jack Reacher                                       | Джек Річер                       | [ 70 ] |
| 2013 | ф   | Світ забуття                             | Oblivion                                           | Джек                             | [ 71 ] |
| 2014 | ф   | На межі майбутнього                      | Edge of Tomorrow                                   | Кейдж                            | [ 72 ] |
| 2015 | ф   | Місія неможлива: Нація ізгоїв            | Mission Impossible: Rogue Nation                   | Ітан Гант                        | [ 73 ] |
| 2016 | ф   | Джек Річер: Не відступай                 | Jack Reacher: Never Go Back                        | Джек Річер                       | [ 74 ] |
| 2017 | ф   | Мумія                                    | The Mummy                                          | Нік Мортон                       | [ 75 ] |
| 2017 | ф   | Баррі Сіл: Король контрабанди            | American Made                                      | Баррі Сіл                        | [ 76 ] |
| 2018 | ф   | Місія неможлива: Фолаут                  | Mission: Impossible — Fallout                      | Ітан Гант                        | [ 77 ] |
| 2022 | ф   | Топ Ґан: Меверік                         | Top Gun: Maverick                                  | Меверік                          | [ 30 ] |
| 2023 | ф   | Місія неможлива: Розплата. Частина перша | Mission: Impossible — Dead Reckoning Part One      | Ітан Гант                        | [ 78 ] |
| 2025 | ф   | Місія нездійсненна 8                     | Mission: Impossible 8                              | Ітан Гант                        | [ 79 ] |

### Продюсер, режисер, сценарист
| Рік  |   | Українська назва                            | Оригінальна назва                    | Роль                                        | Посилання |
| ---- | - | ------------------------------------------- | ------------------------------------ | ------------------------------------------- | --------- |
| 1990 | ф | Дні грому                                   | Days of Thunder                      | сценарист                                   | [ 8 ]     |
| 1993 | с | Занепалі ангели                             | Fallen Angels                        | режисер (Епізод: «The Frightening Frammis») | [ 80 ]    |
| 1996 | ф | Місія нездійсненна                          | Mission: Impossible                  | продюсер                                    | [ 52 ]    |
| 1998 | ф | Без меж                                     | Without Limits                       | продюсер                                    | [ 81 ]    |
| 2000 | ф | Місія нездійсненна 2                        | Mission: Impossible 2                | продюсер                                    | [ 55 ]    |
| 2001 | ф | Інші                                        | The Others                           | виконавчий продюсер                         | [ 82 ]    |
| 2001 | ф | Ванільне небо                               | Vanilla Sky                          | продюсер                                    | [ 57 ]    |
| 2002 | ф | Наркобарон                                  | Narc                                 | виконавчий продюсер                         | [ 83 ]    |
| 2003 | ф | Афера Стівена Гласса                        | Shattered Glass                      | виконавчий продюсер                         | [ 84 ]    |
| 2003 | ф | Останній самурай                            | The Last Samurai                     | продюсер                                    | [ 60 ]    |
| 2005 | ф | Елізабеттаун                                | Elizabethtown                        | продюсер                                    | [ 85 ]    |
| 2006 | ф | Запитай у пилу                              | Ask the Dust                         | продюсер                                    | [ 86 ]    |
| 2006 | ф | Місія нездійсненна 3                        | Mission: Impossible 3                | продюсер                                    | [ 63 ]    |
| 2011 | ф | Місія нездійсненна: Протокол «Фантом»       | Mission: Impossible — Ghost Protocol | продюсер                                    | [ 68 ]    |
| 2012 | ф | Джек Річер                                  | Jack Reacher                         | продюсер                                    | [ 70 ]    |
| 2015 | ф | Місія нездійсненна: Нація ізгоїв            | Mission Impossible: Rogue Nation     | продюсер                                    | [ 73 ]    |
| 2016 | ф | Джек Річер: Не відступай                    | Jack Reacher: Never Go Back          | продюсер                                    | [ 74 ]    |
| 2018 | ф | Місія нездійсненна: Фолаут                  | Mission: Impossible — Fallout        | продюсер                                    | [ 77 ]    |
| 2022 | ф | Топ Ґан: Меверік                            | Top Gun: Maverick                    | продюсер                                    | [ 30 ]    |
| 2023 | ф | Місія нездійсненна: Розплата. Частина перша | Mission: Impossible 7                | продюсер                                    | [ 78 ]    |
| 2025 | ф | Місія нездійсненна 8                        | Mission: Impossible 8                | продюсер                                    | [ 79 ]    |